# Língua crioula afro-seminole
A  língua crioula afro-seminole é um dialeto da língua gullah falado pelos negros seminoles, em comunidades dispersas pelos estados de Oklahoma e Texas e norte do México. O crioulo afro-seminole distinguem-se em dois dialetos, o falado no México, influenciado pelo espanhol, e o falado no Texas.

## História
O crioulo afro-seminole divergiu do gullah no século XVIII, quando um grupo de escravos negros escapou das plantações da Carolina do Sul e Geórgia, indo para a Flórida espanhola e misturando-se aos seminoles, passando a ser parte da comunidade indígena seminole. Esta se transferiu para Oklahoma, depois das Guerras Seminoles do século XIX e, em meados do século XIX,  estabeleceu-se no México. No início do século XX, uma parte do grupo  retornou aos Estados Unidos
Essa língua crioula foi identificada pela primeira vez em 1978, por Ian Hancock, um linguista da Universidade do Texas.

## Falantes
No México só é falado por idosos, e eram 200 falantes em 1990. Não há dados sobre o número de falantes no Texas.